# Tinamú cellut
El tinamú cellut (Crypturellus transfasciatus) és una espècie d'ocell de la família dels tinàmids (Tinamidae) que viu a la selva humida de l'oest de l'Equador i nord-oest del Perú.